# Monterrey Open 2020
Monterrey Open 2020, oficiálně se jménem sponzora Abierto GNP Seguros 2020, byl tenisový turnaj pořádaný jako součást ženského okruhu WTA Tour, který se odehrával v areálu tenisového oddílu Sierra Madre Tennis Club na otevřených dvorcích s tvrdým povrchem DecoTurf. Konal se mezi 2. až 8. březnem 2020 v mexickém Monterrey jako dvanáctý ročník turnaje.
Událost s rozpočtem 275 000 dolarů patřil do kategorie WTA International. Nejvýše nasazenou ve dvouhře se stala sedmá tenistka světa Elina Svitolinová. Jako poslední přímá účastnice do singlové soutěže nastoupila 93. hráčka žebříčku Nizozemka Arantxa Rusová, která dohrála v semifinále na raketě Svitolinové.
Čtrnáctý singlový titul na okruhu WTA Tour vybojovala Ukrajinka Elina Svitolinová. Deblovou soutěž vyhrála ukrajinsko-kanadská dvojice Kateryna Bondarenková a Sharon Fichmanová, jejíž členky získaly první společnou trofej.

## Distribuce bodů a finančních odměn

### Distribuce bodů
| Soutěž  | vítězky | finalistky | semifinalistky | čtvrtfinalistky | 16 v kole | 32 v kole | Q  | Q2 | Q1 |
| ------- | ------- | ---------- | -------------- | --------------- | --------- | --------- | -- | -- | -- |
| dvouhra | 280     | 180        | 110            | 60              | 30        | 1         | 18 | 12 | 1  |
| čtyřhra | 280     | 180        | 110            | 60              | 1         | —         | —  | —  | —  |

### Finanční odměny
| dvouhra                               | 43 000 $ | 21 400 $ | 11 600 $ | 6 275 $ | 3 600 $ | 2 300 $ | 1 685 $ | 1 100 $ |
| čtyřhra                               | 13 580 $ | 7 200 $  | 4 000 $  | 2 300 $ | 1 520 $ | —       | —       | —       |
| částky ve čtyřhře jsou uváděny na pár |          |          |          |         |         |         |         |         |

## Ženská dvouhra

### Nasazení
| Stát                          | Hráčka              | WTA | Nasazení |
| ----------------------------- | ------------------- | --- | -------- |
| Ukrajina                      | Elina Svitolinová   | 7.  | 1.       |
| Spojené království            | Johanna Kontaová    | 15. | 2.       |
| Kazachstán                    | Julia Putincevová   | 32. | 3.       |
| Polsko                        | Magda Linetteová    | 33. | 4.       |
| USA                           | Sloane Stephensová  | 35. | 5.       |
| Švédsko                       | Rebecca Petersonová | 43. | 6.       |
| Bělorusko                     | Viktoria Azarenková | 51. | 7.       |
| Čína                          | Wang Ja-fan         | 56. | 8.       |
| Česko                         | Marie Bouzková      | 57. | 9.       |
| USA                           | Lauren Davisová     | 60. | 10.      |
| Žebříček WTA k 24. únoru 2020 |                     |     |          |

### Jiné formy účasti
Následující hráčky obdržely divokou kartu do hlavní soutěže:
- Kim Clijstersová
- Emma Navarrová
- Sloane Stephensová
- Venus Williamsová

Následující hráčka nastoupila do hlavní soutěže pod žebříčkovou ochranou:
- Kateryna Bondarenková

Následující hráčka obdržela zvláštní výjimku:
- Leylah Fernandezová

Následující hráčky postoupily z kvalifikace:
- Lara Arruabarrenová
- Giulia Gattoová-Monticoneová
- Olga Govorcovová
- Nadia Podoroská
- Anna Karolína Schmiedlová
- Stefanie Vögeleová

Následující hráčky postoupily z kvalifikace jako tzv. šťastné poražené:
- Caroline Dolehideová
- Varvara Flinková
- Kristína Kučová
- Astra Sharmaová

### Odhlášení
před zahájením turnaje
- Zarina Dijasová (poranění levého zápěstí)[1] → nahradila ji  Kristína Kučová
- Fiona Ferrová → nahradila ji  Arantxa Rusová
- Kirsten Flipkensová (poranění pravého stehna)[1] → nahradila ji  Astra Sharmaová
- Magda Linetteová (poranění levého stehna)[1] → nahradila ji  Caroline Dolehideová
- Čeng Saj-saj → nahradila ji  Sara Sorribesová Tormová
- Julia Putincevová → nahradila ji  Varvara Flinková

### Skrečování
- Varvara Flinková (poranění pravé kyčle)[1]

## Ženská čtyřhra

### Nasazení
| Stát                                                                      | Hráčka                      | Stát      | Hráčka                   | WTA  | Nasazení |
| ------------------------------------------------------------------------- | --------------------------- | --------- | ------------------------ | ---- | -------- |
| Španělsko                                                                 | Georgina Garcíaová Pérezová | Španělsko | Sara Sorribesová Tormová | 115. | 1.       |
| USA                                                                       | Desirae Krawczyková         | Mexiko    | Giuliana Olmosová        | 116. | 2.       |
| Austrálie                                                                 | Ellen Perezová              | Austrálie | Storm Sandersová         | 128. | 3.       |
| Austrálie                                                                 | Monique Adamczaková         | USA       | Maria Sanchezová         | 149. | 4.       |
| Žebříček WTA k 24. únoru 2020; číslo je součtem umístění obou členek páru |                             |           |                          |      |          |

### Jiné formy účasti
Následující páry obdržely divokou kartu do hlavní soutěže:
- Elisabetta Cocciarettová /  Renata Zarazúaová
- Sara Erraniová /  Daniela Seguelová

### Odstoupení
v průběhu turnaje
- Johanna Kontaová

## Přehled finále

### Ženská dvouhra
- Elina Svitolinová vs.  Marie Bouzková, 7–5, 4–6, 6–4

### Ženská čtyřhra
- Kateryna Bondarenková /  Sharon Fichmanová vs.  Miju Katová /  Wang Ja-fan, 4–6, 6–3, [10–7]